# Флуд, Наоми
Наоми Флуд (англ. Naomi Flood; 17 апреля 1986, Сидней) — австралийская гребчиха-байдарочница, выступала за сборную Австралии в начале 2010-х годов. Участница летних Олимпийских игр в Лондоне, обладательница бронзовой медали чемпионата мира, победительница многих регат национального и международного значения.

## Биография
Наоми Флуд родилась 17 апреля 1986 года в Сиднее. Активно заниматься греблей на байдарках начала в 2009 году, проходила подготовку в спортивном клубе Manly Warringah Kayak Club. Первое время тренировалась под руководством Катрин Борхерт, позже была подопечной болгарского специалиста Мартина Маринова.
Первого серьёзного успеха на взрослом международном уровне добилась в 2011 году, когда попала в основной состав австралийской национальной сборной и побывала на чемпионате мира в венгерском Сегеде, откуда привезла награду бронзового достоинства, выигранную в зачёте одиночных байдарок на дистанции 1000 метров — в финале её обошли только венгерка Тамара Чипеш и представительница США Кристина Цур. Кроме того, в этом сезоне неоднократно становилась победительницей и призёркой в различных гребных дисциплинах на четырёх этапах Кубка мира.
Благодаря череде удачных выступлений удостоилась права защищать честь страны на летних Олимпийских играх 2012 года в Лондоне — стартовала здесь вместе с напарницей Линдси Фогарти в двойках на пятистах метрах, однако пробиться в число финалистов не смогла и по итогам утешительного финала «Б» заняла двенадцатое место. Вскоре по окончании этих соревнований приняла решение завершить карьеру профессиональной спортсменки, уступив место в сборной молодым австралийский гребчихам.